# پراتا دآنزیدونیا
پراتا دآنزیدونیا (به ایتالیایی: Prata d'Ansidonia) یک کومونه در ایتالیا است که در استان لاکویلا واقع شده‌است. پراتا دآنزیدونیا ۱۹٫۶۴ کیلومتر مربع مساحت و ۵۲۵ نفر جمعیت دارد و ۸۴۶ متر بالاتر از سطح دریا واقع شده‌است.